# William MacAskill
William David MacAskill z domu Crouch; (ur. 24 marca 1987) jest szkockim filozofem i etykiem, który jest jednym z inicjatorów ruchu efektywnego altruizmu. Jest profesorem nadzwyczajnym filozofii na Uniwersytecie Oksfordzkim, badaczem w Global Priorities Institute w Oksfordzie i dyrektorem Forethought Foundation for Global Priorities Research.
MacAskill jest także współzałożycielem i prezesem 80 000 Hours, współzałożycielem i wiceprezesem Giving What We Can oraz współzałożycielem i prezesem Centrum Efektywnego Altruizmu.

## Wczesne życie i edukacja
MacAskill urodził się w 1987 roku jako William Crouch i dorastał w Glasgow. Jego matka pracowała w National Health Service, a ojciec pracował w IT; ma dwóch starszych braci. MacAskill później uczęszczał do prywatnej szkoły. W 2008 roku uzyskał tytuł licencjata filozofii w Jesus College w Cambridge; jego BPhil w St Edmund Hall w Oksfordzie w 2010 r.; oraz swój stopień doktora filozofii w St Anne's College w Oksfordzie w 2014 r. (spędzając rok jako student wizytujący na Uniwersytecie Princeton), pod kierunkiem Johna Broome'a i Kristera Bykvista. Następnie podjął stypendium jako młodszy badacz w Emmanuel College w Cambridge, po czym objął stanowisko profesora nadzwyczajnego w Lincoln College w Oksfordzie.

## Kariera
Badania MacAskilla skupiają się na dwóch głównych kierunkach. Pierwsza dotyczy kwestii, jak należy podejmować decyzje w warunkach niepewności normatywnej; oprócz doktoratu na ten temat, opublikował artykuły poruszające tę kwestię w Ethics, Mind i The Journal of Philosophy.
Jego teksty publicystyczne pojawiły się m.in. w The New Yorker, The Guardian, The Independent, Time, The Atlantic i The Washington Post.
MacAskill był doradcą byłego premiera Wielkiej Brytanii Gordona Browna.

## Życie osobiste
MacAskill (ur. Crouch) twierdzi, że mężczyźni powinni rozważyć zmianę swoich nazwisk po ślubie; on i jego była żona zmienili swoje nazwisko na „MacAskill”, panieńskie nazwisko jej babki ze strony matki. MacAskill i jego była żona napisali wspólnie artykuły na tematy debaty etycznej. Rozstali się w 2015 roku, a później rozwiedli się; jego obecnym partnerem jest Holly Morgan.
W trosce o dobrostan zwierząt MacAskill jest wegetarianinem. Cierpiał zarówno na zaburzenia lękowe, jak i depresyjne. MacAskill mieszka w Oksfordzie.

## Publikacje
- What We Owe The Future. Basic Books, 2022.ISBN 978-1541618626.
- Doing Good Better: Effective Altruism and a Radical Way to Make a Difference. Londyn: Guardian Faber, 2015. ISBN 978-1-78335-049-0
- z Kristerem Bykvistem i Tobym Ordem: Moral Uncertainty. Oksford: Oxford University Press, 2020.ISBN 978-1-78335-049-0
- z Dariusem Meissnerem i Richardem Yetterem Chappellem: Utilitarianism.net — podręcznik online wprowadzający do utylitaryzmu.